# Dystrykt Lasbela
Dystrykt Lasbela – dystrykt w południowo-zachodnim Pakistanie w prowincji Beludżystan. W 1998 roku liczył 312 695 mieszkańców (z czego 53,56% stanowili mężczyźni) i obejmował 49 171 gospodarstw domowych. Siedzibą administracyjną dystryktu jest Uthal.